# Harrah (Washington)
Harrah je gradić u američkoj saveznoj državi Washington. Prema popisu stanovništva iz 2010. u njemu je živjelo 625 stanovnika.